# Escurial de la Sierra (kommunhuvudort)
Escurial de la Sierra är en kommunhuvudort i Spanien.   Den ligger i provinsen Provincia de Salamanca och regionen Kastilien och Leon, i den centrala delen av landet, 190 km väster om huvudstaden Madrid. Escurial de la Sierra ligger 960 meter över havet och antalet invånare är 294.
Terrängen runt Escurial de la Sierra är platt åt nordost, men åt sydväst är den kuperad. Runt Escurial de la Sierra är det ganska glesbefolkat, med 22 invånare per kvadratkilometer. Närmaste större samhälle är Linares de Riofrío, 4,7 km sydost om Escurial de la Sierra. Omgivningarna runt Escurial de la Sierra är huvudsakligen savann.